# Wereldkampioenschap veldrijden 1955

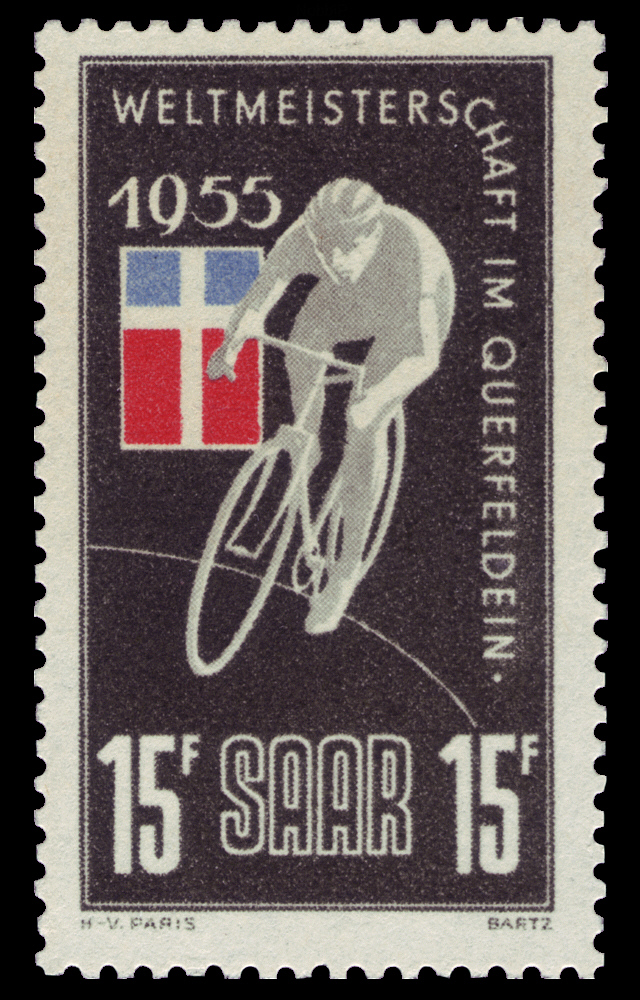
Postzegel ter ere van deze WK veldrijden

De zesde editie van het wereldkampioenschap veldrijden werd gehouden op 6 maart 1955 op en rond de Kieselhumesheuvel in het stadsdeel St. Johann in Saarbrücken in het protectoraat Saarland.
Een parcours van bijna vier kilometer moest zes keer worden gerond wat de totale afstand deze editie tot 23,700 kilometer bracht. Zo'n 30.000 toeschouwers zagen 36 renners, waarvan er 33 de finish haalden, uit negen landen in actie. Voor het eerst stonden er drie renners uit drie verschillende landen op het erepodium. Na drie Fransen in 1950, 1951 en 1953 en twee Fransen en een Zwitser in 1952 en vorig jaar, stonden er nu een Fransman, een Zwitser en een Italiaan. André Dufraisse prolongeerde de titel met zijn vijfde opeenvolgende podiumplaats. Hans Bieri nam plaats op plek twee, een positie hoger dan vorig jaar. Op plaats drie nam Amerigo Severini plaats. De best presterende Belg was Firmin Van Kerrebroeck, dit jaar voor de zesde keer deelnemer, op de elfde plaats. Eerdere podiumgangers die dit jaar deelnamen waren Pierre Jodet (nu 4e), drievoudig wereldkampioen Roger Rondeaux (6e) en Albert Meier (15e).

## Uitslagen

### Individueel
| #      | Renner                  | Land                | Tijd      |
| ------ | ----------------------- | ------------------- | --------- |
| Goud   | André Dufraisse         | Frankrijk           | 1u04'35   |
| Zilver | Hans Bieri              | Zwitserland         | + 0'18    |
| Brons  | Amerigo Severini        | Italië              | + 0'19    |
| 4      | Pierre Jodet            | Frankrijk           | + 2'36    |
| 5      | Dante Benvenutti        | Italië              | + 2'56    |
| 6      | Roger Rondeaux          | Frankrijk           | + 3'18    |
| 7      | Gérard Durand           | Frankrijk           | + 3'37    |
| 8      | Mario Rossi             | Italië              | + 3'49    |
| 9      | Lothar Friedrich        | Saarland            | + 4'38    |
| 10     | Herbert Ebbers          | West-Duitsland      | + 5'02    |
| 11     | Firmin Van Kerrebroeck  | België              | + 5'11"   |
| 12     | Heinrich Ruffenach      | Saarland            | + 5'17"   |
| 13     | Charly Gaul             | Luxemburg           | + 5'21"   |
| 14     | Emmanuel Plattner       | Zwitserland         | + 5'50"   |
| 15     | Albert Meier            | Zwitserland         | + 5'52"   |
| 16     | Marco Thewes            | Luxemburg           | + 6'09"   |
| 17     | Roland Boschetti        | Zwitserland         | + 6'22"   |
| 18     | Josef Rupp              | Saarland            | + 6'25"   |
| 19     | Frans Feremans          | België              | + 6'56"   |
| 20     | Antonio Barrutia        | Spanje              | + 7'08"   |
| 21     | Facundo Zabaleta        | Spanje              | + 7'21"   |
| 22     | Graziano Pertusi        | Italië              | + 7'52"   |
| 23     | Josef Pawlik            | West-Duitsland      | + 8'32"   |
| 24     | Roger De Clercq         | België              | + 8'50"   |
| 25     | Felipe Alberdi          | Spanje              | + 8'59"   |
| 26     | Pitty Scheer            | Luxemburg           | + 9'02"   |
| 27     | Günther Hermann         | Saarland            | + 9'07"   |
| 28     | Ponciano Arbelaiz       | Spanje              | + 10'56"  |
| 29     | Hans Brinkmann          | West-Duitsland      | + 11'27"  |
| 30     | Alan Jackson            | Verenigd Koninkrijk | + 13'31"  |
| 31     | John Lawrence           | Verenigd Koninkrijk | + 1 ronde |
| 32     | Alan Winters            | Verenigd Koninkrijk | + 1 ronde |
| 33     | Patrick Hoben           | Verenigd Koninkrijk | + 1 ronde |
|        | Calixte Van Steenbrugge | België              | DNF       |
|        | Jempy Schmitz           | Luxemburg           | DNF       |
|        | Walter Becker           | West-Duitsland      | DNF       |

### Landenklassement
Op basis klasseringen eerste drie renners.
| # | Land                | Punten |
| - | ------------------- | ------ |
| 1 | Frankrijk           | 0011   |
| 2 | Italië              | 0016   |
| 3 | Zwitserland         | 0031   |
| 4 | Saarland            | 0039   |
| 5 | België              | 0054   |
| 6 | Luxemburg           | 0055   |
| 7 | West-Duitsland      | 0062   |
| 8 | Spanje              | 0066   |
| 9 | Verenigd Koninkrijk | 0093   |

1950 · 
1951 · 
1952 · 
1953 · 
1954 · 
1955 · 
1956 · 
1957 · 
1958 · 
1959 · 
1960 · 
1961 · 
1962 · 
1963 · 
1964 · 
1965 · 
1966 · 
1967 · 
1968 · 
1969 · 
1970 · 
1971 · 
1972 · 
1973 · 
1974 · 
1975 · 
1976 · 
1977 · 
1978 · 
1979 · 
1980 · 
1981 · 
1982 · 
1983 · 
1984 · 
1985 · 
1986 · 
1987 · 
1988 · 
1989 · 
1990 · 
1991 · 
1992 · 
1993 · 
1994 · 
1995 · 
1996 · 
1997 · 
1998 · 
1999 · 
2000 · 
2001 · 
2002 · 
2003 · 
2004 · 
2005 · 
2006 · 
2007 · 
2008 · 
2009 · 
2010 · 
2011 · 
2012 · 
2013 · 
2014 · 
2015 · 
2016 · 
2017 · 
2018 · 
2019 ·
2020 ·
2021 ·
2022 ·
2023 ·
2024 ·
2025

Categorieën

Mannen elite · 
vrouwen elite · 
mannen beloften · 
vrouwen beloften · 
jongens junioren · 
meisjes junioren · 
gemengde estafette

Voormalig:
mannen amateurs